# Virginia Donaghe McClurg

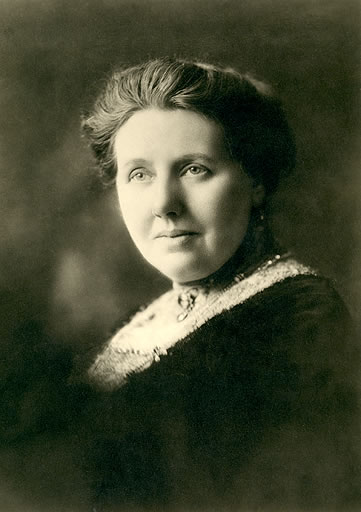
Virginia Donaghe McClurg, Musée des pionniers de Colorado Springs

Mary Virginia Donaghe McClurg (1857 - 29 avril 1931) , régente générale de la National Colorado Cliff Dwellings Association, est l'une des premières femmes blanches à avoir vu les habitations préhistoriques des falaises près de Mesa Verde. Le parc national de Mesa Verde fut appelé le «Women's Park"» parce que sa création était due presque uniquement au travail de deux femmes, Virginia Donaghe McClurg et Lucy Evelyn Peabody (en).

## Jeunesse
Mary Virginia Donaghe McClurg nait en 1857 en Virginie, fille du Dr William Rice Donaghe (1830-1866), médecin et chirurgien responsable d'un hôpital pour soldats de l'Union à Shiloh, et de Susan Boylston Hardin Richardson (1832-1913). Parmi ses ancêtres, il y a les fondateurs des universités de Harvard et Yale et le fondateur de la ville de Hartford, Connecticut. Elle est liée à John Eliot, dont la traduction de la Bible a été l'un des premiers livres publiés en Amérique, et à Thomas Stanton (en), interprète indien pour les colonies.
Elle fréquenta une académie à Staunton, en Virginie.

## Carrière

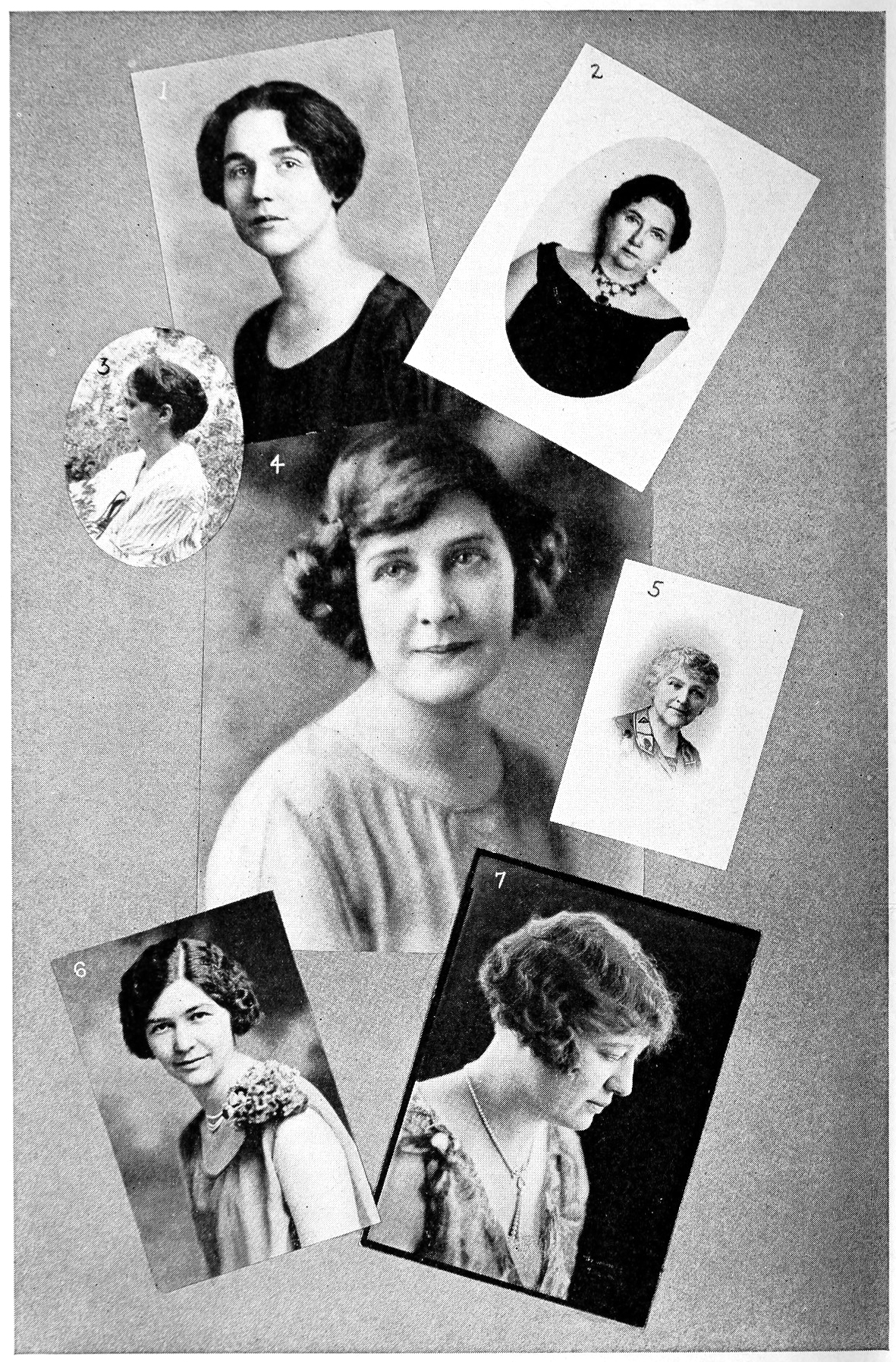
1) Margaret Tod Ritter, 2) Virginia D. McClurg, 3) Christine Whiting Parmenter, 4) Lillian White Spencer, 5) Nona L. Brooks, 6) Agnes Wright Spring, 7) Millicent H. Velhagen

McClurg fut écrivaine et conférencière. Elle fait quatre tournées de conférences transcontinentales. Elle déménage à Colorado Springs en 1877 en tant que correspondante du New York Daily Graphic (en) . En 1882, elle est l'une des premières femmes blanches à voir les habitations préhistoriques des falaises près de Mesa Verde. Elle est internationalement connue pour ses travaux d'exploration et de recherche au sein des Colorado Cliff dwelling (en) et elle fonde la Colorado Cliff Dwellings Association avec le soutien de 5 000 membres de la Colorado State Federation of Women's Clubs. L'association joue un rôle déterminant dans la création du parc national de Mesa Verde. Elle est déléguée américaine au Congrès ethnologique de l'Exposition de Paris en 1901. Après sa conférence devant le Collège de France et le Musée du Trocadéro à Paris, le gouvernement français la décore du titre d'Officier de l’Instruction publique de France et lui décerne la Palme d'or de l'Académie française.
Elle suit des cours au Colorado College (qui, en 1928, lui a décerne un doctorat honorifique en lettres) et en 1879 ouvre une école pour jeunes femmes à Colorado Springs.

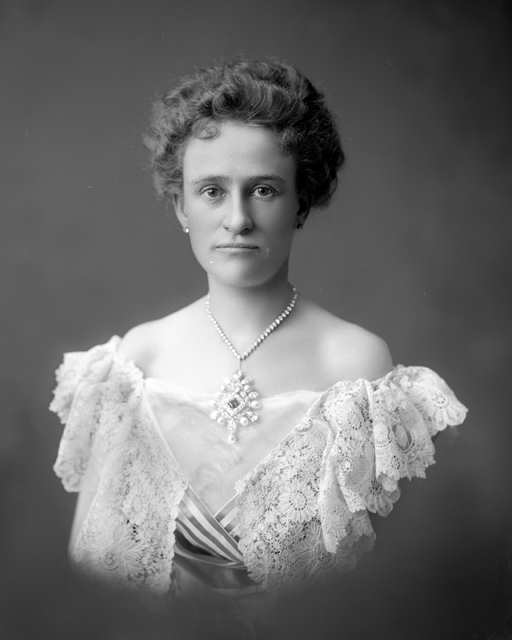
Virginie Donaghe McClurg

Elle est l'auteur de "Picturesque Colorado" (1886), "Picturesque Utah"" (1888), "Seven Sonnets of Sculpture", "Colorado favorites" (1882), "A Colorado wreath" (1899), etc. Elle écrit une histoire du comté d'El Paso. Son mari publie, après sa mort, The Poems of Virginia Donaghe McClurg.
Elle reçoit le prix national offert par le National Irrigation Congress pour la meilleure «Ode to Irrigation» ; mise en musique en 1903 et chantée par le Salt Lake Tabernacle Choir au Madison Square Garden.
Elle fait partie de la Pioneer Commission of the State of Colorado.
En 1893, elle donne deux conférences au Woman's Building à la World's Columbian Exposition à Chicago et une autre à l'International Woman's Reception organisée par Susan B. Anthony et Mary Wright Sewall.
À partir de 1895, elle est régente générale de la National Colorado Cliff Dwellings Association.
Elle est membre honoraire du Clio Club de Denver et membre correspondant de la Chicago Historical Society. Elle est membre honoraire du Brooklyn Institute of Arts and Sciences.
Elle est présidente du Anne Hathaway Shakespeare Club de Colorado Springs.
Elle est membre de la Society of Mayflower Descendants, Daughters of the American Revolution, Hereditary Order of Descendants of Colonial Governors (en), Travel Club, Mary Ardin Shakespeare Club of New York City, International Shakespeare Birthday Society et plusieurs organisations.

## Vie privée
Virginia Donaghe McClurg vécut à Morristown, New Jersey, et déménagea à Colorado Springs, Colorado, en 1877. En 1889, elle épouse Gilbert McClurg (1858-1938), conférencier renommé, écrivain et publiciste, petit-fils de Gilbert Knapp (en) , Wisconsin Pioneer et fondateur de Racine, Wisconsin. Ils ont eu un fils, Dudley Boylston McClurg (1890-1952). Elle a une maison d'été à Custom House, Stonington, Connecticut et une maison d'hiver au 619 North Cascade Ave., Colorado Springs, Colorado.
Elle décède le 29 avril 1931 à Stonington, Connecticut, et est enterrée au Wequetequock Burial Ground, Stonington, Connecticut.